# Denis McCullough
Denis McCullough, conegut com a Donnchadha Mac Con Uladh en irlandès (Belfast, 24 de gener de 1883 – 11 de setembre de 1968), va ser un polític i activista nacionalista irlandès de principis del segle xx.

## Biografia

### Primers passos
Nascut a Belfast, McCullough va destacar com a nacionalista i separatista des de molt jove. Amb 17 anys, el seu pare el va empènyer a formar part de l'Irish Republican Brotherhood (IRB), que es reunia en un pub de la localitat. L'ambient que hi va trobar McCullough el va desanimar, decidint revitalitzar l'organització, ajudant-se de personatges com Bulmer Hobson o Seán Mac Diarmada. Aquests tres van fundar la Dungannon Clubs, una organització no sectària, republicana i separatista (posteriorment seria absorbida pel Sinn Féin), amb l'objectiu de reclutar seguidors. Treballaven per apartar als "mobles republicans" de les posicions de poder. La seva causa va millorar gràcies al retorn del veterà fenià Tom Clarke a Irlanda el 1907. (xinès)

### Presidència de l'IRB
McCullough va ser escollit per ocupar la vacant a la presidència de l'IRB a finals de 1915, posició que va ocupar en el transcurs de l'Alçament de Pasqua de l'any següent, tot i que no hi va prendre part activa. No formava part del Comitè Militar, òrgan responsable del planejament de la revolta. És probable que els altres membres que formaven l'executiva de l'IRB, Clarke i Mac Diarmada (tresorer i secretari), donessin suport al seu nomenament com a president perquè, al trobar-se aïllat a Belfast, no estaria en posició d'interferir en els seus plans. Tot i així, durant la setmana santa prèvia va descobrir què s'estava preparant i va viatjar a Dublín per qüestionar als seus dos companys, que el van defugir tant com van poder. Finalment, Clarke i Mac Diarmada van exposar-li els seus plans, els quals McCullough va acceptar i donar suport. Tot i que McCullough era oficials dels Voluntaris Irlandesos, a càrrec de 200 homes a Belfast, es va decidir que la ciutat del nord no participaria en l'alçament, principalment a causa de la predominància dels Voluntaris de l'Ulster a la regió nord-est, fet que podria provocar una guerra civil sectària.
McCullough va dirigir als Voluntaris de la seva àrea cap a Dungannon, al comtat de Tyrone, per després enllaçar amb Liam Mellows a Connacht. Tot i que el dirigent dels Voluntaris, Eoin MacNeill, va emetre una contraordre, cancel·lant totes les ordres anteriors per alçar-se, McCullough va aplegar 150 Voluntaris i membres del Cumann na mBan, dirigint-los per tren cap a Dungannon, on es va trobar amb els Voluntaris locals dirigits per Patrick McCartan, que no volien abandonar la seva regió. McCullough, doncs, decidí tornar a Belfast. En el transcurs d'aquella setmana, accidentalment, es va disparar en una mà. Fou arrestat poc després i traslladat a les barraques de Richmond, a Dublín. Posteriorment passaria diversos mesos internat a Frongoch i empresonat a Reading.
Després de ser alliberat es va casar amb Agnes Ryan, germana de James Ryan.
S'ha discutit que, com a president de l'Irish Republican Brotherhood al moment de l'alçament de Pasqua, hauria de ser ell qui fos considerat pel títol de president de la República d'Irlanda, en lloc de Patrick Pearse. No obstant, com que no va tenir cap rol en la planificació de la insurrecció, a més de no trobar-se present a la rodalia de Dublín, on era evident que s'hi hauria de trobar qualsevol tipus de lideratge, és comprensible que Pearse rebés el títol enlloc seu. La decisió de McCullough de no lluitar en l'Alçament de Pasqua li feu perdre la posició eminent anterior davant dels republicans de Belfast. Un d'ells, Sean Cusack, més tard va explicar que havia dit a McCullough que "tots vam sentir, en certa manera, que ens havia fallat".

### Guerra de la Independència i Tractat
McCullough va sentir que havia estat deixat de banda durant l'alçament, i va decidir abandonar l'IRB. Així, en el transcurs de la Guerra de la Independència (1919-1921) va ser un simple Voluntari. Fou arrestat i empresonat pels britànics diverses vegades, passant bona part de la mateixa a la presó.
El 1922 va donar suport al Tractat Angloirlandès, tot i l'acceptació implícita de la Partició d'Irlanda que això implicava, com un mitjà per mantenir el moviment republicà unit i centrat en el nord. Posteriorment diria, sobre la fractura succeïda al moviment al sud, que "mentre aquí es barallen pel Tractat, la seva gent del nord està essent assassinada dia a dia. No poden fer front al terror present a l'Ulster, a no ser que tinguin una organització unida darrere seu". No va tenir coneixement que Michael Collins va seguir armant l'IRA a l'Ulster fins a l'agost de 1922, en part per a protegir els nacionalistes, en part per intentar ensorrar l'estat del nord.
Després del Tractat, a principis del 1922, fou enviat per George Gavan Duffy als Estats Units, amb l'objectiu de contactar amb les organitzacions republicanes irlandeses que allí s'hi trobaven. Posteriorment es va establir a Dublín, al nou Estat Lliure d'Irlanda.

### Empresari i carrera política
L'activitat política de McCullough es va mantenir en paral·lel a la gestió i desenvolupament d'una empresa de confecció i venda d'instruments musicals a la Howard Street de Belfast, creada a partir del seu negoci original d'afinador de pianos. F.J. Biggar, antiquari i amic de Roger Casement, va encoratjar el seu creixement empresarial gràcies a les comandes de gaites per a les seves bandes de nois. Posteriorment, quan es va traslladar a Dublín, l'empresa es va convertir en la McCullough Pigott de Suffolk Street, marcant l'inici de la seva exitosa i influent carrera empresarial a l'Estat Lliure. També hi va crear la companyia New Ireland Assurance Company. Director del Clondalkin Paper Mills, també va estar lligat a l'Escola de Música de l'Exèrcit Irlandès, així com al Gate Theatre. Mentre estava als Estats Units com a Comissionat Especial per l'Estat Lliure (deixant la seva dona a càrrec de l'empresa musical), les propietats de McCullough a Dawson Street foren destruïdes per una mina col·locada per un grup anti-Tractat, en un acte de represàl·lia, en el context de la Guerra Civil Irlandesa. (xinès)
Va presentar-se, sense obtenir bons resultats, com a candidat del Sinn Féin a les eleccions generals de 1918, concretament a la demarcació de Tyrone Sud. El 20 de novembre de 1924, McCullough es va presentar com a candidat del Cumann na nGaedhael, després de la renúncia de Peter Ward. Fou escollit en 4t lloc al Dáil Éireann, però no es va tornar a presentar a les següents eleccions generals, celebrades el juny de 1927.